# K. J. Parker
Œuvres principales
- Trilogie Loredan

K. J. Parker est le pseudonyme féminin utilisé par Tom Holt, écrivain britannique de light fantasy né le 13 septembre 1961 à Londres, pour des ouvrages de fantasy plus classique. Sous ce pseudonyme, il a obtenu le prix World Fantasy du meilleur roman court 2012 pour A Small Price to Pay for Birdsong et 2013 pour Let Maps to Others.

## Œuvres

### SérieLoredan
Cette série est parue en version originale sous le titre The Fencer Trilogy.
1. Les Couleurs de l'acier, Bragelonne, 2005 ((en) Colours in the Steel, 1998)
2. Le Ventre de l'arc, Bragelonne, 2006 ((en) The Belly of the Bow, 1999)
3. La Forge des épreuves, Bragelonne, 2007 ((en) The Proof House, 2000)

### SérieLe Charognard
Cette série est parue en version originale sous le titre The Scavenger Trilogy.
1. Ombre, Bragelonne, 2010 ((en) Shadow, 2001)
2. Motif, Bragelonne, 2010 ((en) Pattern, 2002)
3. (en) Memory, 2003

### SérieThe Engineer
1. (en) Devices and Desires, 2004
2. (en) Evil for Evil, 2006
3. (en) The Escapement, 2007

### SérieThe Two of Swords
1. (en) The Two of Swords: Volume One, 2017
2. (en) The Two of Swords: Volume Two, 2017
3. (en) The Two of Swords: Volume Three, 2017

### SérieThe Siege
1. (en) Sixteen Ways to Defend a Walled City, 2019
2. (en) How to Rule an Empire and Get Away with It, 2020
3. (en) A Practical Guide to Conquering the World, 2022

### SérieLe Démon de maître Prosper
1. Le Démon de maître Prosper, L'Atalante, coll. « La Dentelle du cygne », 2024 ((en) Prosper’s Demon, 2020), trad. Michel Pagel, 96 p.  (ISBN 979-10-360-0185-7)
2. (en) Inside Man, 2021

### SérieCorax
1. (en) Saevus Corax Deals with the Dead, 2023
2. (en) Saevus Corax Captures the Castle, 2023
3. (en) Saevus Corax Gets Away With Murder, 2023

### SérieYouSpace
Cette série est écrite sous le nom de Tom Holt.
1. (en) Doughnut, 2013
2. (en) When It's A Jar, 2013
3. (en) The Outsorcerer's Apprentice, 2014
4. (en) The Good, the Bad and the Smug, 2015

### SérieJ. W. Wells & Co.
Cette série est écrite sous le nom de Tom Holt.
1. (en) The Portable Door, 2003
2. (en) In Your Dreams, 2004
3. (en) Earth, Air, Fire and Custard, 2005
4. (en) You Don't Have to Be Evil to Work Here, But It Helps, 2006
5. (en) The Better Mousetrap, 2008
6. (en) May Contain Traces of Magic, 2009
7. (en) Life, Liberty, and the Pursuit of Sausages, 2011
8. (en) The Eight Reindeer of the Apocalypse, 2023

### Romans indépendants
- (en) The Company, 2008
- (en) The Folding Knife, 2010
- (en) The Hammer, 2011
- (en) The Last Witness, 2015
- (en) Savages, 2015
- (en) Downfall of the Gods, 2016
- (en) The Devil You Know, 2016
- (en) The Two of Swords, 2016
- (en) Mightier than the Sword, 2017
- (en) The Management Style of the Supreme Beings, 2017
- (en) My Beautiful Life, 2019
- (en) The Big Score, 2021
- (en) The Long Game, 2022
- (en) Pulling the Wings Off Angels, 2022

### Recueils de nouvelles
- (en) Academic Exercises, 2014
- (en) The Father of Lies, 2018
- (en) Under My Skin, 2023

### Nouvelles
- (en) Purple and Black, 2009
- (en) Amor Vincit Omnia, 2010
- (en) A Rich Full Week, 2010
- (en) Blue and Gold, 2010
- (en) A Small Price to Pay for Birdsong, 2011Prix World Fantasy du meilleur roman court 2012
- (en) A Room with a View, 2011
- (en) Let Maps to Others, 2012Prix World Fantasy du meilleur roman court 2013
- (en) One Little Room an Everywhere, 2012
- (en) The Dragonslayer of Merebarton, 2013
- (en) The Sun and I, 2013
- (en) Illuminated, 2013